# Apela leechi
Apela leechi är en fjärilsart som beskrevs av Druce 1904. Apela leechi ingår i släktet Apela och familjen tandspinnare. Inga underarter finns listade i Catalogue of Life.